# Don Nelson
Donald Arvid Nelson (ur. 15 maja 1940 w Muskegon) – amerykański koszykarz, występujący na pozycji niskiego skrzydłowego, pięciokrotny mistrz NBA, po zakończeniu kariery zawodniczej trener koszykarski, członek Koszykarskiej Galerii Sław im. Jamesa Naismitha.
Studiował na University of Iowa, gdzie grał w uczelnianej drużynie Iowa Hawkeyes. Do NBA został wybrany w drafcie w 1962 przez Chicago Zephyrs. W tym zespole grał przez rok, następnie przez dwa sezony był zawodnikiem Los Angeles Lakers. W 1965 odszedł do Boston Celtics i grał w tym klubie do końca kariery (1976). W tym czasie pięć razy zdobywał pierścienie mistrzowskie (1966, 1968-69, 1974, 1976). W NBA zdobył 10898 punktów. Jego numer na koszulce (19) został przez Celtics zastrzeżony.
Zaraz po zakończeniu kariery został szkoleniowcem i objął grający w NBA zespół Milwaukee Bucks. W tej roli spędził w klubie 11 lat, dwukrotnie był wybierany trenerem sezonu (1983, 1985). Następnie prowadził Golden State Warriors (1988-1995, w 1992 trzeci tytuł szkoleniowca sezonu), New York Knicks (1995-1996), Dallas Mavericks (1997-2005). W latach 2006–2010 ponownie był głównym trenerem Warriors.
29 grudnia 2001, Nelson został trzecim trenerem w historii NBA, który odniósł 1000 zwycięstw w swojej karierze. Pozostali dwaj to odpowiednio - Lenny Wilkens oraz Pat Riley. 7 kwietnia 2010 po wygranym spotkaniu Dallas Mavericks z Minnesota Timberwolves odniósł swoje 1333 zwycięstwo jako trener. Tym samym został liderem wszech czasów wśród trenerów NBA z największą ilością zwycięstw na koncie, wyprzedzając Lenny'ego Wilkensa. Karierę trenerską zakończył ze bilansem 1335 - 1063.

## Osiągnięcia

### Zawodnik
- 5-krotny mistrz NBA (1966, 1968–69, 1974, 1976)[2]
- Wicemistrz NBA (1965)[2]
- Lider NBA w skuteczności rzutów z gry (1975)[3]
- Klub Boston Celtics zastrzegł należący do niego w numer 19[4]

### Trener
- 3-krotny Trener Roku NBA (1983, 1985, 1992)[5]
- 2-krotnie wybierany na trenera Zachodu podczas meczu gwiazd NBA (1992, 2002)
- Zaliczony do grona 10 najlepszych trenerów w historii NBA (1996)[6]
- Mistrzostwo świata (1994)[7]
- Członek Koszykarskiej Galerii Sław (Naismith Memorial Basketball Hall Of Fame - 2012)[8]